# BGL Ligue 2017/18
Die BGL Ligue 2017/18 war die 104. Spielzeit der höchsten luxemburgischen Spielklasse im Fußball der Männer.
Sie wurde am 4. August 2017 mit der Partie des Aufsteigers US Hostert gegen Meister und Pokalsieger F91 Düdelingen eröffnet und endete planmäßig mit dem letzten Spieltag am 18. Mai 2018.

## Teilnehmer
Für die Spielzeit 2017/18 kamen zu den Vereinen, die in der vorherigen Saison die Plätze 1 bis 11 belegt hatten, die beiden direkten Aufsteiger aus der Ehrenpromotion sowie der Sieger des Barragespiels zwischen dem Dritten der Ehrenpromotion und dem 12. der BGL Ligue der Saison 2016/17 hinzu. Als Meister der Ehrenpromotion kehrte US Esch nach 92 Jahren wieder in die Erstklassigkeit zurück. Vizemeister FC Rodingen 91 schaffte den Wiederaufstieg in die BGL Ligue nach 14 Jahren. US Hostert setzte sich im Barragespiel gegen den 12. der BGL Ligue Jeunesse Canach durch und stieg nach 2011 und 2014 zum dritten Mal in die BGL Ligue auf. Wie bereits im Vorjahr kamen sämtliche teilnehmenden Mannschaften ausnahmslos aus der südlichen Landeshälfte.

## Vor Saisonbeginn
Zwei Spielerverpflichtungen von Europa-League-Teilnehmer Progrès Niederkorn sorgten vor Saisonbeginn für Aufsehen.
Der vom Ligapokalsieger CS Fola Esch verpflichtete Mittelfeldspieler Emmanuel Françoise wurde positiv auf die Einnahme von Doping getestet. Progrès teilte dazu mit, dass Françoise Asthmatiker sei und vor dem Spiel seines alten Vereins gegen Düdelingen am 14. Mai 2017 das Medikament Terbutalin eingenommen habe, das seit dem 1. Januar 2017 auf der Liste der verbotenen Substanzen steht. Er habe dieses jedoch nicht zur Leistungssteigerung, sondern aus rein medizinischen Gründen eingenommen.
Wegen dieses Vergehens wurde er nicht gesperrt, sondern nur verwarnt.
Gegen dieses Urteil legte die luxemburgische Antidopingagentur (ALAD) Berufung beim “Conseil supérieur de discipline contre le dopage” ein. Voraussichtlich Ende Oktober 2017 wird die Entscheidung fallen, ob die Berufung wegen eines Formfehlers als unzulässig abgewiesen wird oder der Fall noch einmal verhandelt werden muss.
Für ein Kuriosum sorgte der Wechsel von Mario Mutsch vom Schweizer Erstligisten FC St. Gallen zum FC Progrès. Da Mutsch noch nie zuvor in seiner Karriere für einen luxemburgischen Verein aktiv war, wird der Kapitän der luxemburgischen Nationalmannschaft auf das Ausländerkontingent seines neuen Vereins gemäß der so genannten Premier licence angerechnet. Diese verpflichtet seit 2010 die Vereine der BGL Ligue, auf dem Spielbericht mindestens sieben Spieler anzuführen, die ihre Karriere in Luxemburg begonnen haben.
Nur ein Verein ging mit einem neuen Trainer in die Saison. Victoria Rosport beförderte den bisherigen Co-Trainer Jürgen Tücks zum Chefcoach. Der 53-jährige Deutsche, der u. a. die Nachwuchsabteilung von Eintracht Trier coachte, löste René Roller ab, der als Assistenztrainer fungierte.

## Saisonverlauf

### Hinrunde
1. Spieltag

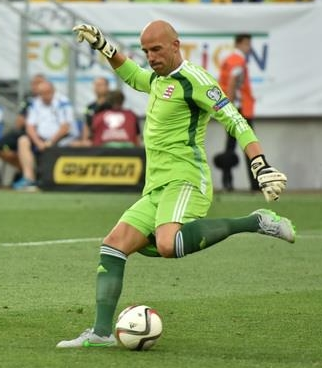
Jonathan Joubert (F91 Düdelingen)

Die Spielzeit 2017/18 begann mit einer faustdicken Überraschung. Zum Saisonauftakt schlug Aufsteiger US Hostert den amtierenden Meister und Pokalsieger F91 Düdelingen mit 2:1. Beim ersten Aufeinandertreffen sechs Jahre zuvor war Hostert dem hohen Favoriten F91 an gleicher Stätte noch mit 1:9 unterlegen. Der Vorjahresfünfte FC UNA Strassen schaffte vor heimischer Kulisse nur ein glückliches 2:2 durch ein Tor in der Nachspielzeit gegen Aufsteiger Rodingen. Europapokal-Teilnehmer Fola Esch kam vor eigenem Publikum nicht über ein 1:1 gegen Victoria Rosport hinaus. Im Escher Stadtduell ließ Rekordmeister Jeunesse gegen Aufsteiger Union Sportive nichts anbrennen und siegte im kleinsten Stadion der BGL Ligue mit 4:0 beim Lokalrivalen. Mit demselben Ergebnis siegte Vizemeister FC Differdingen 03 gegen US Bad Mondorf und setzte sich gemeinsam mit Jeunesse an die Spitze.
2. Spieltag
Am zweiten Spieltag trafen mit Jeunesse Esch und Differdingen die beiden Mannschaften aufeinander, die ihre Auftaktspiele jeweils mit 4:0 gewonnen hatten und nach dem ersten Spieltag punkt- und torgleich an der Spitze lagen. Gastgeberin Jeunesse behauptete am Tag ihres 110. Gründungsjubiläums mit 3:1 die Tabellenführung.
Den zweiten Sieg im zweiten Spiel feierten auch FC RM Hamm Benfica, FC Progrès und Hostert, während RFCU, Petingen, US Esch und Bad Mondorf weiterhin ohne Punktgewinn blieben.
3. Spieltag
Jeunesse Esch verlor am dritten Spieltag trotz einer guten Leistung mit 0:2 bei Titelverteidiger F91 und musste die Tabellenführung abgeben. Durch einen 6:0-Auswärtssieg bei UNA Strassen übernahm FC Progrès die Spitze. Nationalspieler Stefano Bensi von CS Fola zog sich in der Partie gegen RFCU einen Kreuzbandriss zu und fiel bis zum vorletzten Spieltag aus. Erste Trainerentlassung der Saison: Am 21. August 2017 gab UNA Strassen die Trennung von Patrick Grettnich bekannt.
4. Spieltag
FC Progrès setzte seine makellose Startserie am vierten Spieltag fort und landete mit einem 7:1 gegen Union Titus Petingen den zweiten Kantersieg in Folge. Wie bereits gegen Strassen erzielte Top-Torjäger Aleksandre Karapetian einen Dreierpack. Auf Tuchfühlung blieben die Aufsteiger aus Rodingen und Hostert, die ihre Heimspiele gegen die Meisterschaftsfavoriten FC Differdingen 03 und CS Fola gewannen. Fola blieb somit genau wie RFCU und UNA Strassen, die sich 1:1 trennten, weiterhin ohne Sieg. Den gab es für Neuling US Esch, der mit einem 2:1 in Rosport den ersten „Dreier“ holte.
5. Spieltag
Nach der Länderspielpause eröffneten Jeunesse Esch und der bis dahin ungeschlagene Aufsteiger US Hostert den 5. Spieltag. Trotz Unterzahl und eines 1:2-Rückstands drehte Jeunesse das Spiel und gewann mit 4:2. Stadtkonkurrent Fola gelang der erste Saisonsieg mit einem 4:0-Sieg beim FC UNA Strassen, der durch die Niederlage im ersten Spiel unter dem neuen Trainer Roland Schaack auf den letzten Platz abrutschte. Titelverteidiger F91 Düdelingen schlug Neuling FC Rodingen 91 mit 7:0. Für F91 war es der vierte Sieg in Folge, für Rodingen die erste Saisonniederlage. Spitzenreiter FC Progrès behielt bei Aufsteiger US Esch seine weiße Weste, erzielte den entscheidenden Treffer jedoch erst kurz vor Ende der Partie.
6. Spieltag
Drei Teams feierten am 6. Spieltag ihren ersten Saisonsieg. Der Tabellenletzte Strassen gewann mit 2:1 bei US Hostert, RFCU Luxemburg siegte durch zwei verwandelte Foulelfmeter mit demselben Ergebnis gegen US Esch und Bad Mondorf schlug Rodingen durch einen Treffer in der Schlussminute mit 1:0. Durch diesen Auswärtserfolg verließ Bad Mondorf erstmals in dieser Saison die Abstiegsränge. An der Spitze bauten FC Progrès und F91 ihre Siegesserien aus. Im Differdinger Stadtderby behielt Progrès gegen FC 03 durch den neunten Saisontreffer von Aleksandre Karapetian mit 1:0 die Oberhand. Düdelingen feierte in Rosport mit 4:0 den fünften Sieg hintereinander. Die Gastgeber rutschten nach der vierten Niederlage in Folge erstmals auf einen Abstiegsplatz.

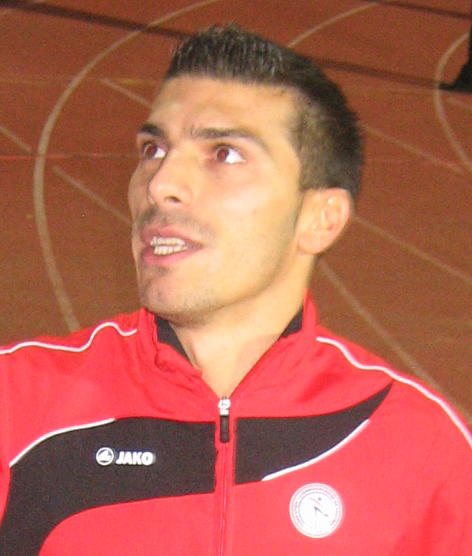
Daniel da Mota (RFC Union Luxemburg)

Am 27. September 2017 gab der abstiegsbedrohte deutsche Zweitligist 1. FC Kaiserslautern die Verpflichtung von Fola-Trainer Jeff Strasser bekannt. Neuer Cheftrainer wurde der bisherige Co-Trainer Cyril Serredszum.
7. Spieltag
Im Spitzenspiel des siebten Spieltages trafen F91 Düdelingen und Tabellenführer FC Progrès aufeinander. F91 siegte mit 3:2 und übernahm aufgrund der besseren Tordifferenz erstmals in dieser Saison die Tabellenführung. Für den FC Progrès war es die erste Niederlage in der Liga nach sechs Siegen in Folge. Als erster Verfolger des Spitzenduos schob sich das Überraschungsteam von Hamm Benfica durch einen 2:0-Erfolg gegen Hostert auf den dritten Platz, da Jeunesse Esch gegen Rodingen nicht über ein Remis hinauskam. Mit dem dritten Sieg in Folge kletterte CS Fola, erstmals ohne Trainer Strasser, auf Platz fünf. Im Stadtduell bei Aufsteiger US Esch siegte Fola knapp mit 1:0. US Esch blieb somit Tabellenletzter. Rosport kassierte in Bad Mondorf die fünfte Niederlage in Folge und blieb einen Punkt vor US Esch auf dem vorletzten Platz. Auf dem Relegationsplatz lag weiterhin der FC UNA Strassen nach einer 1:2-Niederlage in Petingen.
8. Spieltag
Nach einer erneuten Länderspielpause übernahm der FC Progrès durch einen 3:2-Sieg gegen Bad Mondorf am achten Spieltag wieder die Tabellenspitze, da F91 bei RFCU Luxemburg nicht über ein 1:1 hinauskam. Im bis dato torreichsten Spiel der Saison schlug CS Fola Vizemeister Differdingen mit 6:3 und rückte bis auf einen Punkt an den FC RM Hamm Benfica heran, der den dritten Platz durch ein 2:2 in Rodingen verteidigte. Im Tabellenkeller verschaffte sich Victoria Rosport mit dem zweiten Saisonsieg gegen Jeunesse Esch etwas Luft im Abstiegskampf. Da auch Strassen sein Spiel gegen den Tabellenletzten US Esch gewann, rutschte RFCU Luxemburg trotz des Punktgewinns gegen Meister und Pokalsieger F91 erstmals auf einen direkten Abstiegsplatz.
9. Spieltag
Das Topspiel des 9. Spieltags zwischen F91 und dem im Aufschwung befindlichen CS Fola entschieden die Gastgeber aus Düdelingen nach 2:0- und 3:1-Führung knapp mit 4:3 für sich, wobei F91 über eine halbe Stunde in Unterzahl spielen musste. Der Tabellenführer aus Niederkorn gewann mit 3:0 bei Jeunesse Esch. Da der Dritte RM Hamm Benfica im Heimspiel gegen Rosport mit 1:2 patzte, verlor das Verfolgertrio die Tuchfühlung zum Führungsduo. Differdingen machte durch ein souveränes 5:0 gegen UNA Strassen drei Plätze gut und sprang auf Platz 5. Auf den direkten Abstiegsplätzen blieben RFCU Luxemburg (2:4 bei Bad Mondorf) und US Esch, die zu Hause mit 0:3 gegen Petingen unterlag.
10. Spieltag
Im Freitagsspiel des 10. Spieltages festigte RM Hamm Benfica seinen dritten Platz durch ein überraschendes 3:1 bei Tabellenführer FC Progrès. Niederkorn verlor neben drei Punkten auch Top-Torjäger Karapetian und Kapitän Sébastien Thill durch Platzverweis. Der amtierende Meister F91 Düdelingen ließ sich die Gelegenheit nicht entgehen und übernahm durch einen 4:1-Erfolg bei UNA Strassen wieder die Tabellenspitze. Differdingen schob sich durch ein 2:0 bei Union Titus Petingen auf Platz vier vor. Im Keller nichts Neues: Die drei Tabellenletzten verloren ihre Spiele, was für Jacques Muller bei RFCU Luxemburg nach der 1:2-Heimniederlage gegen Jeunesse Esch Konsequenzen hatte. Er musste als zweiter Trainer in der laufenden Saison vorzeitig seinen Platz räumen und wurde durch Patrick Grettnich ersetzt, der selbst im August beim FC UNA Strassen entlassen worden war.
12. Spieltag

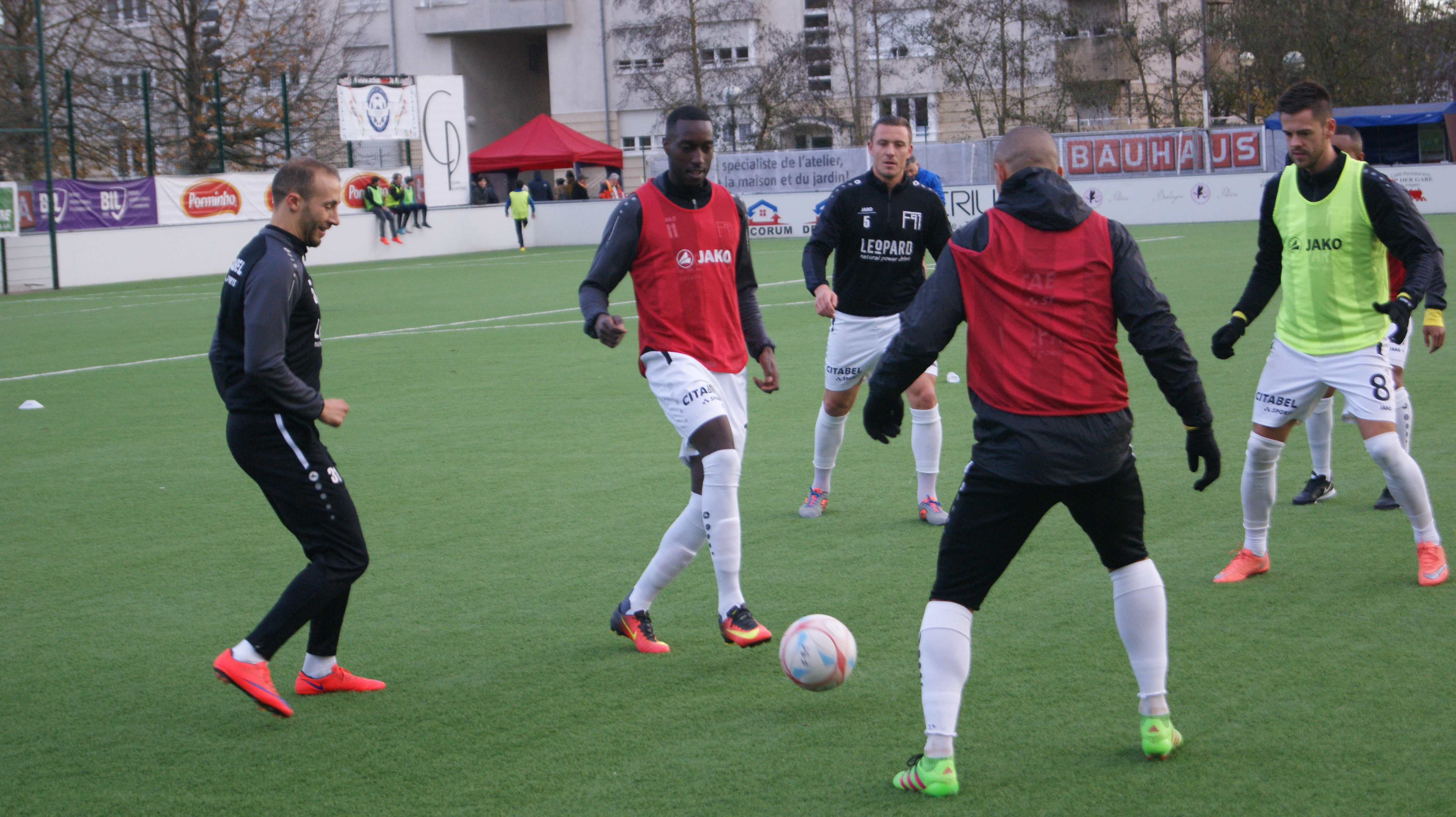
Spieler von F91 beim Aufwärmen vor dem Spiel bei US Esch.

Wegen der Länderspielpause wurde der 11. Spieltag in den Dezember verlegt. Somit wurden die Ligaspiele mit dem 12. Spieltag fortgesetzt. Tabellenführer F91 siegte mit 6:1 beim Tabellenletzten US Esch ebenso souverän wie FC Progrès beim 5:0-Heimerfolg gegen Rosport. Im Verfolgerduell gewann CS Fola gegen Hamm Benfica und schob sich wieder an die Europacupränge heran. Unter dem neuen Trainer Patrick Grettnich gelang RFCU gegen Rodingen der zweite Saisonsieg und verbesserte sich auf den Relegationsplatz.
13. Spieltag
Am letzten Spieltag der Hinrunde geriet der Motor der beiden Spitzenteams ins Stocken. F91 kam in der torlosen Begegnung gegen Differdingen ebenso wenig über ein Unentschieden hinaus wie Konkurrent Niederkorn beim 1:1 daheim gegen den starken Aufsteiger aus Hostert. Fola schob sich durch ein 3:0 in Rodingen erstmals in dieser Saison auf den dritten Rang, der zur Teilnahme an der UEFA Europa League berechtigt und verdrängte Nachbar Jeunesse, der beim 3:3 gegen Petingen trotz 2:0- und 3:1-Führung zwei wichtige Punkte liegen ließ. RFCU überwinterte durch ein 2:0 bei Rosport auf dem letzten Nichtabstiegsrang. Dadurch rutschte die Victoria auf den Barrageplatz. Auf den direkten Abstiegsplätzen lagen UNA Strassen und mit nur einem Sieg Aufsteiger US Esch.
Im letzten Spiel des Jahres am 9. Dezember konnte Progrès Niederkorn am nachgeholten 11. Spieltag einen ungefährdeten 4:0-Sieg über den FC Rodingen 91 erzielen.
Die anderen Spiele fielen wiederum dem Wetter zum Opfer, wie auch der 14. Spieltag. Die FLF beschloss daraufhin am 13. Dezember, im Jahr 2017 keine Spiele mehr auszutragen.

### Rückrunde
11. Spieltag
Die übrigen Ansetzungen des 11. Spieltags wurden am 18. Februar 2018 nachgeholt. Die herausragende Partie war das 3:3 zwischen den Escher Stadtrivalen Jeunesse und CS Fola. Alle drei Tore für Fola erzielte Ryan Klapp. Für Aufregung sorgte der Treffer zum 3:3 durch Jeunesse-Kapitän Miloš Todorović in der 83. Minute, dem ein vermeintliches Handspiel vorangegangen sein soll. Das Duell der beiden Hauptstadtclubs Hamm Benfica und RFCU endete ebenfalls unentschieden. Das 1:1 wurde jedoch in einen 3:0-Sieg für RFCU umgewandelt, da Hamm Benfica einen Spieler eingesetzt hatte, der wegen einer Sperre nicht spielberechtigt war. Durch ein 2:1 gegen Union Titus Petingen behauptete F91 die Tabellenführung. Auf den Abstiegsrängen gab es keine Veränderungen.
Aufgrund der winterlichen Witterungsbedingungen sagte die FLF am 24. Februar 2018 den 15. Spieltag komplett ab. Die Saison wurde am 7. März mit dem 14. Spieltag fortgesetzt.
14. Spieltag
Rosport siegte 4:2 in Strassen und vergrößerte den Abstand auf 5 Punkte auf einen direkten Abstiegsplatz. Düdelingen und Progrès gewannen ihre Spiele jeweils mit 4:2. Differdingen schlug Jeunesse 2:0 und schob sich zum ersten Mal seit dem 1. Spieltag auf einen Platz, der zur Teilnahme an einem europäischen Wettbewerb berechtigte.
17. Spieltag
Der 17. Spieltag, der aufgrund zahlreicher Spielausfälle zwischen dem 14. und 15. Spieltag ausgetragen wurde, sorgte für die geteilte Tabellenführung von F91 und Progrès mit jeweils 50:18 Toren und 41 Punkten. Bis auf den Platztausch von Hamm Benfica und RFCU gab es an diesem Spieltag keine Veränderungen in der Tabelle.
15. Spieltag
F91 verlor die Tabellenführung durch eine 1.3-Niederlage bei Jeunesse, die wiederum an den Europapokalplätzen schnupperte. Dort stand punktgleich mit F91 aufgrund eines Gegentreffers weniger der FC Progrès, der es durch ein 1:1 gegen den Vorletzten Strassen jedoch versäumte, sich abzusetzen. RFCU, Petingen und Rodingen gewannen und setzten sich vom Relegationsplatz ab.
18. Spieltag
Der 18. Spieltag wurde nach dem 15. Spieltag durchgeführt. F91 übernahm durch ein 4:0 über Rosport wieder die Spitze, da Progrès „nur“ 2:1 in Differdingen gewann. Durch die Differdinger Niederlage schoben sich die beiden Escher Klubs CS Fola und Jeunesse wieder bis auf einen Punkt an einen Europa-League-Platz heran. Am Tabellenende sendete UNA Strassen mit dem ersten Sieg seit dem 8. Spieltag durch ein 3:0 gegen Hostert ein Lebenszeichen.
19. Spieltag
Am 19. Spieltag kam es zum Gipfeltreffen zwischen dem FC Progrès und F91 sowie der Torjäger Aleksandre Karapetian und David Turpel. Vor 2.186 Zuschauern im Stade Jos Haupert behielt der amtierende Meister aus Düdelingen mit 3:1 die Oberhand. Auch der direkte Vergleich der Torjäger fiel mit 2 Toren für Turpel gegen eines von Karapetian für F91 aus. CS Fola stürmte mit einem 9:0 gegen den Lokalrivalen und designierten Absteiger US Esch spektakulär auf den 3. Platz und verdrängte Differdingen, das bei RFCU nicht über ein 1:1 hinaus kam. Der FC 03 wurde auch noch von Jeunesse überholt, die nach einem 3:1 bei Rodingen punktgleich mit Fola den 4. Platz einnahm. UNA Strassen feierte mit 4:2 gegen Petingen den zweiten Sieg in Folge und fand wieder Anschluss zu den Nichtabstiegsplätzen.
20. Spieltag
Nachdem der FC Progrès durch ein 0:0 bei Bad Mondorf Punkte liegen ließ, nutzte F91 die Gelegenheit und vergrößerte den Vorsprung auf den Verfolger nach einem 2:0 gegen RFCU auf 5 Punkte. Im direkten Vergleich distanzierte Fola die Differdinger durch ein 2:0 beim FC 03 weiter von einem Europa-League-Platz und baute seinen Vorsprung auf Differdingen aus. Strassen gewann 1:0 bei Schlusslicht US Esch und verließ den direkten Abstiegsrang. Auf den rutschte Victoria Rosport nach einem 1:4 bei Jeunesse.
16. Spieltag

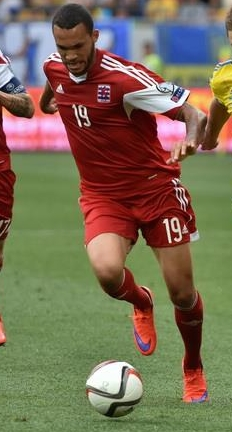
Dwayn Holter (FC Differdingen 03)

Bis auf die Rückeroberung von Platz 3 durch CS Fola gab es am nachgeholten 16. Spieltag keine wesentlichen Veränderungen. F91 verbesserte durch ein 4:0 gegen Hamm Benfica sein Torverhältnis gegenüber dem Verfolger, da Progrès „nur“ 3:1 in Petingen gewann. Differdingen schlug Rodingen unter anderem durch zwei Tore von Dwayn Holter mit 5:1. Rosport rückte durch ein 2:0 beim abgeschlagenen Schlusslicht US Esch bis auf einen Rang an den ersten Nichtabstiegsplatz.
21. Spieltag
Ab dem 21. Spieltag wurde die Meisterschaft in der geplanten Reihenfolge der Spieltage fortgesetzt. Im Spitzenspiel gab sich F91 beim Dritten CS Fola Esch keine Blöße und siegte durch drei Tore von David Turpel mit 3:2. Im Duell des Zweiten gegen den Vierten siegte Progrès mit 1:0 gegen Jeunesse. Auch Differdingen konnte die Niederlage der Fola nicht nutzen und kam bei UNA Strassen nicht über ein 2:2 hinaus.
22. Spieltag
Am 22. Spieltag fiel die erste Entscheidung der Saison. Nach einer 1:2-Heimniederlage gegen Hostert stand der abgeschlagene Tabellenletzte US Esch als erster Absteiger fest und musste die BGL Ligue nach nur einer Saison wieder verlassen. Dagegen wuchs die Spannung im Kampf um den Klassenerhalt. Rodingen kam gegen den Vorletzten aus Rosport nicht über ein 1:1 hinaus, verdrängte UNA Strassen jedoch auf den Barrageplatz. Während an der Spitze F91, Progrès und Fola ihre Spiele gewannen, verloren Jeunesse und Differdingen durch überraschende Heimniederlagen im Kampf um einen Platz im Europacup an Boden.
23. Spieltag
Ohne Sieger blieb das Duell der Stadtrivalen zwischen Fola und Jeunesse Esch. Beide trennten sich 1:1. Somit verteidigte Fola den Vorsprung von drei Punkten auf Jeunesse im Kampf um Platz 3. Im Abstiegskampf rutschte Rodingen nach einem 0:1 in Niederkorn erstmals in dieser Saison auf den vorletzten Platz, nachdem die Mitkonkurrenten aus Strassen und Rosport ihre Spiele gewannen. Am 16. Spieltag hatte der Vorsprung der Rodinger auf einen direkten Abstiegsrang noch acht Punkte betragen.
24. Spieltag
Während sich die Teams an der Spitze allesamt keine Blöße gaben und ihre Partien deutlich für sich entschieden, rückten die Mannschaften am Tabellenende noch enger zusammen. Strassen und Rosport verloren ihre Spiele klar, Rodingen holte einen Punkt gegen RFCU und verbesserte sich auf den Barrageplatz.
25. Spieltag
Mit 35 Toren in sieben Partien war der vorletzte gleichzeitig der Spieltag mit den zweitmeisten Treffern dieser Saison. F91 machte mit einem 6:0 in Differdingen den Sack zu und sicherte sich den 14. Meistertitel. Auch Vizemeister FC Progrès ließ beim 6:1 in Hostert nichts anbrennen. Fola Esch beseitigte durch ein 7:1 gegen Rodingen alle Zweifel an der Teilnahme an der Europa League, zumal Verfolger Jeunesse durch ein 0:1 in Petingen die letzte theoretische Chance auf Europa verspielte. Im Abstiegskampf siegte UNA Strassen klar mit 6:0 gegen Hamm Benfica und konnte nicht mehr direkt absteigen. Auf den Barrageplatz schob sich Rosport durch ein 2:2 bei RFCU.
26. Spieltag
In der letzten noch offenen Entscheidung um den Abstieg trafen am letzten Spieltag der Saison der Vorletzte Rodingen und der Viertletzte aus Strassen aufeinander. Um den direkten Abstieg zu vermeiden, hätten die Gastgeber gewinnen müssen, unterlagen jedoch durch ein Tor in der fünften Minute der Nachspielzeit mit 2:3 und mussten den direkten Weg zurück in die Ehrenpromotion antreten. Als zweiter Absteiger stand bereits nach dem 22. Spieltag Mitaufsteiger US Esch fest, der sich gegen Nachbar Jeunesse beim 1:2 ebenfalls durch ein Gegentor in der Nachspielzeit ehrenvoll nach nur einer Spielzeit aus der BGL Ligue verabschiedete. Durch den Sieg Strassens in Rodingen reichte es für Victoria Rosport nicht zum direkten Klassenerhalt. Trotz eines 2:1 gegen CS Fola musste Rosport als 12. das Barragespiel gegen den Dritten der Ehrenpromotion bestreiten. Bei Fola kehrte Stefano Bensi für 28 Minuten auf den Platz zurück, nachdem er sich am 3. Spieltag einen Kreuzbandriss zugezogen hatte.
Für Aufsteiger Hostert endete die Saison trotz des Klassenerhalts und Rang 8 etwas enttäuschend, nachdem das Team lange Zeit auf Tuchfühlung zu den Europacuprängen war. Ähnlich verlief die Saison für den FC RM Hamm Benfica, der nach starkem Saisonbeginn in der Rückrunde regelrecht einbrach und auf Platz 10 abschloss. Mit Platz 5 und deutlichem Rückstand auf CS Fola und Jeunesse verpasste Differdingen, als Vizemeister des Vorjahres gestartet, sein Saisonziel, die Teilnahme an einem europäischen Wettbewerb. Dagegen kamen US Bad Mondorf und RFCU nach schwachem Start auf den Plätzen 6 und 7 ins Ziel. Union Titus Petingen lag im Saisonverlauf bis auf die ersten beiden Spieltage stets auf einem Platz zwischen 7 und 10 und schloss auf Rang 9 ab.

## Statistiken

### Tabelle
| Pl.               | Verein                | Sp. | S  | U  | N  | Tore    | Diff. | Punkte |
| ----------------- | --------------------- | --- | -- | -- | -- | ------- | ----- | ------ |
| 1.                | F91 Düdelingen (M, P) | 26  | 22 | 2  | 2  | 081:260 | +55   | 68     |
| 2.                | FC Progrès Niederkorn | 26  | 20 | 3  | 3  | 072:280 | +44   | 63     |
| 3.                | CS Fola Esch          | 26  | 14 | 5  | 7  | 072:410 | +31   | 47     |
| 4.                | Jeunesse Esch         | 26  | 13 | 5  | 8  | 052:350 | +17   | 44     |
| 5.                | FC Differdingen 03    | 26  | 11 | 5  | 10 | 048:380 | +10   | 38     |
| 6.                | US Bad Mondorf        | 26  | 10 | 8  | 8  | 040:360 | +4    | 38     |
| 7.                | RFC Union Luxemburg   | 26  | 9  | 8  | 9  | 041:400 | +1    | 35     |
| 8.                | US Hostert (N, R)     | 26  | 9  | 7  | 10 | 037:460 | −9    | 34     |
| 9.                | Union Titus Petingen  | 26  | 9  | 4  | 13 | 043:510 | −8    | 31     |
| 10.               | FC RM Hamm Benfica    | 26  | 8  | 6  | 12 | 040:450 | −5    | 30     |
| 11.               | FC UNA Strassen       | 26  | 8  | 5  | 13 | 038:600 | −22   | 29     |
| 12.               | FC Victoria Rosport   | 26  | 7  | 5  | 14 | 037:590 | −22   | 26     |
| 13.               | FC Rodingen 91 (N)    | 26  | 4  | 10 | 12 | 027:550 | −28   | 22     |
| 14.               | US Esch (N)           | 26  | 1  | 1  | 24 | 015:730 | −58   | 04     |
| Stand: Saisonende |                       |     |    |    |    |         |       |        |

| (M) | amtierender luxemburgischer Meister                     |
| (N) | Neuaufsteiger aus der Ehrenpromotion der letzten Saison |
| (R) | Sieger des Barragespiels 2016/17                        |
| (P) | amtierender luxemburgischer Pokalsieger                 |

### Tabellenverlauf
|                       | 1  | 2  | 3  | 4  | 5  | 6  | 7  | 8  | 9  | 10 | 11 | 12 | 13 | 14 | 15 | 16 | 17 | 18 | 19 | 20 | 21 | 22 | 23 | 24 | 25 | 26 |
| --------------------- | -- | -- | -- | -- | -- | -- | -- | -- | -- | -- | -- | -- | -- | -- | -- | -- | -- | -- | -- | -- | -- | -- | -- | -- | -- | -- |
| F91 Düdelingen        | 11 | 8  | 6  | 5  | 2  | 2  | 1  | 2  | 2  | 1  | 1  | 1  | 1  | 1  | 1  | 1  | 1  | 1  | 1  | 1  | 1  | 1  | 1  | 1  | 1  | 1  |
| FC Progrès Niederkorn | 3  | 3  | 1  | 1  | 1  | 1  | 2  | 1  | 1  | 2  | 2  | 2  | 2  | 2  | 2  | 2  | 1  | 2  | 2  | 2  | 2  | 2  | 2  | 2  | 2  | 2  |
| CS Fola Esch          | 8  | 9  | 10 | 12 | 9  | 7  | 5  | 4  | 4  | 6  | 4  | 3  | 3  | 5  | 4  | 4  | 4  | 4  | 3  | 3  | 3  | 3  | 3  | 3  | 3  | 3  |
| JEU                   | 1  | 1  | 5  | 4  | 3  | 3  | 4  | 5  | 6  | 5  | 3  | 4  | 5  | 7  | 5  | 5  | 5  | 5  | 4  | 4  | 4  | 4  | 4  | 4  | 4  | 4  |
| FC Differdingen 03    | 1  | 7  | 8  | 8  | 7  | 8  | 7  | 8  | 5  | 4  | 7  | 6  | 6  | 3  | 3  | 3  | 3  | 3  | 5  | 5  | 5  | 5  | 5  | 5  | 5  | 5  |
| US Bad Mondorf        | 13 | 14 | 12 | 14 | 13 | 11 | 10 | 10 | 10 | 10 | 10 | 8  | 8  | 8  | 8  | 6  | 6  | 6  | 6  | 6  | 7  | 7  | 8  | 8  | 7  | 6  |
| RFC Union Luxemburg   | 10 | 11 | 11 | 11 | 12 | 10 | 11 | 13 | 13 | 13 | 12 | 11 | 9  | 9  | 10 | 9  | 10 | 10 | 9  | 9  | 9  | 8  | 7  | 7  | 6  | 7  |
| US Hostert            | 4  | 4  | 4  | 3  | 4  | 5  | 8  | 7  | 9  | 7  | 6  | 6  | 4  | 4  | 6  | 8  | 8  | 8  | 7  | 7  | 6  | 6  | 6  | 8  | 8  | 8  |
| UTP                   | 12 | 12 | 9  | 9  | 8  | 9  | 9  | 9  | 7  | 9  | 8  | 7  | 10 | 10 | 9  | 10 | 9  | 9  | 10 | 10 | 10 | 9  | 10 | 9  | 9  | 9  |
| FC RM Hamm Benfica    | 5  | 2  | 3  | 6  | 6  | 4  | 3  | 3  | 3  | 3  | 5  | 5  | 7  | 6  | 7  | 7  | 7  | 7  | 8  | 8  | 8  | 10 | 9  | 10 | 10 | 10 |
| FC UNA Strassen       | 6  | 10 | 13 | 13 | 14 | 12 | 12 | 11 | 12 | 12 | 13 | 13 | 13 | 13 | 13 | 13 | 13 | 13 | 13 | 12 | 12 | 12 | 11 | 11 | 11 | 11 |
| RSP                   | 8  | 5  | 7  | 7  | 10 | 13 | 13 | 12 | 11 | 11 | 11 | 12 | 12 | 12 | 12 | 12 | 12 | 12 | 12 | 13 | 13 | 13 | 12 | 13 | 12 | 12 |
| FC Rodingen 91        | 6  | 6  | 2  | 2  | 5  | 6  | 6  | 6  | 8  | 8  | 9  | 10 | 11 | 11 | 11 | 11 | 11 | 11 | 11 | 11 | 11 | 11 | 13 | 12 | 13 | 13 |
| USE                   | 13 | 13 | 14 | 10 | 11 | 14 | 14 | 14 | 14 | 14 | 14 | 14 | 14 | 14 | 14 | 14 | 14 | 14 | 14 | 14 | 14 | 14 | 14 | 14 | 14 | 14 |

### Kreuztabelle
Die Kreuztabelle stellt die Ergebnisse aller Spiele dieser Saison dar. Die Heimmannschaft ist in der linken Spalte, die Gastmannschaft in der oberen Zeile aufgelistet.
| 2017/18               | F91 Düdelingen | FC Differdingen 03 | CS Fola Esch | FC Progrès Niederkorn | FC UNA Strassen | UTP | US Bad Mondorf | JEU | RSP | RFC Union Luxemburg | FC RM Hamm Benfica | USE | FC Rodingen 91 | US Hostert |
| --------------------- | -------------- | ------------------ | ------------ | --------------------- | --------------- | --- | -------------- | --- | --- | ------------------- | ------------------ | --- | -------------- | ---------- |
| F91 Düdelingen        |                | 0:0                | 4:3          | 3:2                   | 3:2             | 2:1 | 4:2            | 2:0 | 4:0 | 2:0                 | 4:0                | 4:0 | 7:0            | 3:2        |
| FC Differdingen 03    | 0:6            |                    | 0:2          | 1:2                   | 5:0             | 0:2 | 4:0            | 2:0 | 6:1 | 2:1                 | 0:0                | 4:1 | 5:1            | 2:2        |
| CS Fola Esch          | 2:3            | 6:3                |              | 2:4                   | 3:1             | 3:2 | 1:1            | 1:1 | 1:1 | 3:3                 | 2:1                | 9:0 | 7:1            | 4:1        |
| FC Progrès Niederkorn | 1:3            | 1:0                | 2:1          |                       | 4:2             | 7:1 | 3:2            | 1:0 | 5:0 | 4:2                 | 1:3                | 3:1 | 1:0            | 1:1        |
| FC UNA Strassen       | 1:4            | 2:2                | 0:4          | 0:6                   |                 | 4:2 | 2:1            | 0:3 | 1:4 | 0:1                 | 6:0                | 2:1 | 2:2            | 3:0        |
| Union Titus Petingen  | 1:3            | 0:2                | 2:3          | 1:3                   | 2:1             |     | 1:1            | 1:0 | 2:1 | 2:1                 | 0:1                | 4:1 | 1:1            | 1:2        |
| US Bad Mondorf        | 0:2            | 2:0                | 0:1          | 0:0                   | 3:1             | 4:3 |                | 0:0 | 3:2 | 4:2                 | 1:1                | 3:0 | 1:1            | 0:0        |
| Jeunesse Esch         | 3:1            | 3:1                | 3:3          | 0:3                   | 4:0             | 3:3 | 4:2            |     | 4:1 | 1:2                 | 3:0                | 2:1 | 1:1            | 4:2        |
| FC Victoria Rosport   | 0:4            | 1:2                | 2:1          | 2:5                   | 4:1             | 0:2 | 1:3            | 3:1 |     | 0:2                 | 1:1                | 1:2 | 1:1            | 1:3        |
| RFC Union Luxemburg   | 1:1            | 1:1                | 2:1          | 2:3                   | 1:1             | 2:3 | 2:0            | 1:2 | 2:2 |                     | 1:0                | 2:1 | 3:2            | 0:0        |
| FC RM Hamm Benfica    | 1:3            | 0:1                | 2:5          | 1:2                   | 1:1             | 2:0 | 0:0            | 2:1 | 1:2 | 0:3 1               |                    | 3:1 | 2:0            | 2:0        |
| US Esch               | 1:6            | 0:3                | 0:1          | 0:1                   | 0:1             | 0:3 | 0:3            | 0:4 | 0:2 | 1:1                 | 2:3                |     | 0:2            | 1:2        |
| FC Rodingen 91        | 1:2            | 2:1                | 0:3          | 0:4                   | 2:3             | 2:1 | 0:1            | 1:3 | 1:1 | 2:2                 | 2:2                | 1:0 |                | 0:0        |
| US Hostert            | 2:1            | 2:1                | 2:0          | 1:6                   | 1:2             | 2:2 | 1:3            | 1:2 | 1:3 | 2:1                 | 3:1                | 3:1 | 1:1            |            |

## Relegation
| Paarung          | Victoria Rosport – UN Käerjéng 97 |
| Ergebnis         | 2:0 (0:0) |
| Datum            | 25. Mai 2018 um 19:30 Uhr |
| Stadion          | Stade Achille Hammerel, Luxemburg |
| Zuschauer        | 1723 |
| Schiedsrichter   | Kopriwa – Ries, Da Silva |
| Tore             | 1:0 Lascak (84.), 2:0 Heinz (88., FE) |
| Victoria Rosport | Bürger – Brandenburger, Heinz, Feltes, Dücker – Gaspar, Bartsch, Marques (72. Kurz), Hartmann – Weirich (90. Malheiro Martins), Lascak (90. Valente Soares) Cheftrainer: René Roller |
| UN Käerjéng 97   | Ottelé – N. Ewert, Dutot, Fernandes, Hess – T. Ewert (73. Dublin), Skrijelj, Alunni, Cassan – Bourgeois, Baier Cheftrainer: David Zenner                                             |

## Stadien und Zuschauer
CS Fola Esch ließ im heimischen Stade Émile Mayrisch vor Saisonbeginn eine neue Sitzplatztribüne für die Teilnahme an den Qualifikationsspielen zur UEFA Europa League errichten, um den Mindestanforderungen der UEFA zu entsprechen.
Um die Auflagen in der höchsten Spielklasse erfüllen zu können, wurde die Spielstätte von Aufsteiger US Esch Zone d’activité Lankhelz im Ortsteil Lallingen zu Beginn der Saison 2017/18 mit Stehtribünen ausgestattet.
Da die Arbeiten an der Berieselungsanlage im Stade Achille Hammerel nicht rechtzeitig abgeschlossen werden konnten, trug RFCU Luxemburg das erste Heimspiel zum Saisonauftakt gegen FC Progrès Niederkorn im Stade Camille Polfer aus.
| F91 Düdelingen                       | RFC Union Luxemburg                     | FC Victoria Rosport           | US Hostert                        |
| ------------------------------------ | --------------------------------------- | ----------------------------- | --------------------------------- |
| Jos-Nosbaum-Stadion Kapazität: 2.558 | Stade Achille Hammerel Kapazität: 5.814 | VictoriArena Kapazität: 1.500 | Stade Jos Becker Kapazität: 1.500 |
|                                      |                                         |                               |                                   |

| CS Fola Esch                          | Jeunesse Esch                                                 | US Esch                                   |
| ------------------------------------- | ------------------------------------------------------------- | ----------------------------------------- |
| Stade Émile Mayrisch Kapazität: 3.826 | Stadion Op der Grenz (Stade de la Frontière) Kapazität: 5.400 | Zone d’activité Lankhelz Kapazität: 1.000 |
|                                       |                                                               |                                           |

|        | Verein                | Stadion                                    | Kapazität | Zuschauer | pro Spiel | Auslastung | ausverkauft |
| ------ | --------------------- | ------------------------------------------ | --------- | --------- | --------- | ---------- | ----------- |
| 01.    | RFC Union Luxemburg   | Stade Achille Hammerel                     | 5.814     | 02.571 1  | 198       | 02,93 %    | 0/13        |
| 02.    | Jeunesse Esch         | Stadion Op der Grenz                       | 5.400     | 11.251    | 865       | 16,02 %    | 0/13        |
| 03.    | FC Progrès Niederkorn | Stade Jos Haupert                          | 4.830     | 12.113    | 932       | 19,29 %    | 0/13        |
| 04.    | CS Fola Esch          | Stade Émile Mayrisch                       | 3.826     | 5.497     | 423       | 11,05 %    | 0/13        |
| 05.    | US Bad Mondorf        | Stade John Grün                            | 3.600     | 5.045     | 388       | 10,77 %    | 0/13        |
| 06.    | FC Differdingen 03    | Stade Municipal de la Ville de Differdange | 3.500     | 8.848     | 681       | 19,45 %    | 0/13        |
| 07.    | FC Rodingen 91        | Stade Jos Philippart                       | 3.400     | 3.134     | 241       | 07,08 %    | 0/13        |
| 08.    | FC RM Hamm Benfica    | Terrain de Football Cents                  | 2.800     | 3.849     | 296       | 10,57 %    | 0/13        |
| 09.    | F91 Düdelingen        | Jos-Nosbaum-Stadion                        | 2.558     | 6.536     | 503       | 19,66 %    | 0/13        |
| 10.    | Union Titus Petingen  | Stade Municipal de Pétange                 | 2.400     | 4.137     | 318       | 13,25 %    | 0/13        |
| 11.    | FC UNA Strassen       | Complexe Sportif Jean Wirtz                | 2.000     | 3.354     | 258       | 12,90 %    | 0/13        |
| 12.    | US Hostert            | Stade Jos Becker                           | 1.500     | 4.576     | 352       | 23,47 %    | 0/13        |
| 13.    | FC Victoria Rosport   | VictoriArena                               | 1.500     | 4.135     | 318       | 21,20 %    | 0/13        |
| 14.    | US Esch               | Zone d’activité Lankhelz                   | 1.000     | 2.412     | 186       | 18,60 %    | 0/13        |
| Gesamt | Gesamt                |                                            | 042.098   | 077.458   | 0426      | 010,11 %   | 00/182      |

## Torschützenliste

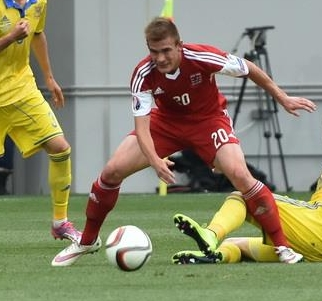
David Turpel (F91 Düdelingen)

David Turpel vom Meister F91 Düdelingen wurde mit 33 Toren Torschützenkönig. Hinter Turpel, der vor der Winterpause erst bei sieben Treffern lag, belegten Aleksandre Karapetian vom FC Progrès mit 28 und Samir Hadji von Fola Esch mit 22 Toren die Plätze 2 und 3.
Der beste Schütze der Vorsaison, Omar Er Rafik (F91), kam in 16 Einsätzen auf sieben Treffer.
| Pl.               | Name                  | Mannschaft            | Tore |
| ----------------- | --------------------- | --------------------- | ---- |
| 01.               | David Turpel          | F91 Düdelingen        | 33   |
| 02.               | Aleksandre Karapetian | FC Progrès Niederkorn | 28   |
| 03.               | Samir Hadji           | CS Fola Esch          | 22   |
| 04.               | Nicolas Perez         | FC Differdingen 03    | 17   |
| 05.               | Momar N'Diaye         | Jeunesse Esch         | 15   |
| 06.               | Simon Banza           | Union Titus Petingen  | 13   |
| 07.               | Julien Jahier         | RFC Union Luxemburg   | 11   |
| 07.               | Ryan Klapp            | CS Fola Esch          | 11   |
| 07.               | Eddire Mokrani        | FC RM Hamm Benfica    | 11   |
| 10.               | Edis Agović           | FC UNA Strassen       | 10   |
| ...               |                       |                       |      |
| 21.               | Omar Er Rafik         | F91 Düdelingen        | 07   |
| Stand: Saisonende |                       |                       |      |

## Trainerwechsel
| Datum      | Verein               | Tabellenplatz | Trainer                 | Grund                            | Nachfolger              |
| ---------- | -------------------- | ------------- | ----------------------- | -------------------------------- | ----------------------- |
| 30.06.2017 | FC Victoria Rosport  | Sommerpause   | René Roller             | Vertragsende                     | Jürgen Tücks            |
| 21.08.2017 | FC UNA Strassen      | 13.           | Patrick Grettnich       | Entlassung                       | Marco Martino (interim) |
| 25.08.2017 | FC UNA Strassen      | 12.           | Marco Martino (interim) | Ende der Interimszeit            | Roland Schaack          |
| 27.09.2017 | CS Fola Esch         | 07.           | Jeff Strasser           | Wechsel zum 1. FC Kaiserslautern | Cyril Serredszum        |
| 05.11.2017 | RFC Union Luxemburg  | 13.           | Jacques Muller          | Entlassung                       | Patrick Grettnich       |
| 11.12.2017 | Union Titus Petingen | 9.            | Manuel Correira         | Entlassung                       | Baltemar Brito          |
| 15.12.2017 | FC Rodingen 91       | 10.           | Seraphin Ribeiro        | Entlassung                       | Domenico Micarelli      |
| 04.02.2018 | CS Fola Esch         | 3.            | Cyril Serredszum        | Entlassung                       | Thomas Klasen           |
| 19.02.2018 | FC Victoria Rosport  | 12.           | Jürgen Tücks            | Entlassung                       | René Roller             |
| 09.04.2018 | FC Differdingen 03   | 5.            | Pascal Carzaniga        | Entlassung                       | Dan Theis               |
| 24.04.2018 | US Esch              | 14.           | Pedro Resende           | Entlassung                       | Joao Paulo Dias Martins |

## Höchstwerte der Saison
Höchster Heimsieg:
- 9:0 (CS Fola Esch gegen US Esch am 19. Spieltag)

Höchster Auswärtssieg:
- 6:0 (FC Progrès Niederkorn bei FC UNA Strassen am 3. Spieltag)
- 6:0 (F91 Düdelingen bei FC Differdingen 03 am 25. Spieltag)

Die meisten Tore:
- 37 am 24. Spieltag

Die wenigsten Tore:
- 15 am 20. Spieltag

Torreichste Spiele:
- CS Fola Esch – FC Differdingen 03 (6:3 am 8. Spieltag)
- CS Fola Esch – US Esch (9:0 am 19. Spieltag)

Torreichste unentschiedene Spiele:
- CS Fola Esch – RFC Union Luxemburg (3:3 am 3. Spieltag)
- Jeunesse Esch – CS Fola Esch (3:3 am 11. Spieltag)
- Jeunesse Esch – Union Titus Petingen (3:3 am 13. Spieltag)

Höchste Zuschauerzahl in einem Spiel:
- FC Progrès Niederkorn – F91 Düdelingen (2.186 Zuschauer, 19. Spieltag)

Niedrigste Zuschauerzahl in einem Spiel:
- US Esch – FC RM Hamm Benfica (36 Zuschauer, 14. Spieltag)

Jüngster eingesetzter Spieler:
- Seid Korac (FC Rodingen 91), 16 Jahre und 184 Tage[63]

Ältester eingesetzter Spieler:
- Ronny Souto (FC RM Hamm Benfica), 38 Jahre und 282 Tage[64]

## Die Meistermannschaft von F91 Düdelingen
| 1. | F91 Düdelingen |
|    | - Tor: Jonathan Joubert (24/-); Joé Frising (3/-) - Abwehr: Tom Schnell (23/-); Rodrigue Dikaba (8/-); Clayton (17/-); Jerry Prempeh (21/-); Bryan Mélisse (20/1); Kevin Malget (15/1) - Mittelfeld: Stélvio (19/2); Mario Pokar (25/3); Alexandre Laurentié (10/-); Dominik Stolz (24/8); Ricardo Pinto (2/1); Mickael Garos (16/1); Edisson Jordanov (12/1); Niko Dobros (7/2); Danel Sinani (22/9) - Angriff: Omar Er Rafik (16/7); Sanel Ibrahimović (24/7); Antonio Luisi (7/-); David Turpel (26/33); Tino Barbosa (10/2); Mohamed Soumaré (9/1); Edvin Muratovic (4/-) - Trainer: Dino Toppmöller |